# Орехов, Пётр Григорьевич
Пётр Григорьевич Орехов — советский хозяйственный, государственный и политический деятель.

## Биография
Родился в 1907 году в посёлке Студенновское. Член КПСС с 1928 года.
С 1923 года — на хозяйственной, общественной и политической работе. В 1923—1962 гг. — на комсомольской работе, заведующий АПО Денгизского райкома КПК, заведующий АМО Денгизского райкома КПК, 2-й секретарь Денгизского райкома КПК, заведующий совторготделом, заведующий ОРПО, 2-й секретарь Западно-Казахстанского обкома КПК, председатель Западно-Казахстанского облисполкома, заместитель председателя Президиума Верховного Совета, Совета Народных Комиссаров КазССР, нарком государственного контроля Казахской ССР, председатель Алма-Атинского горисполкома, 2-й секретарь Чимкентского горкома ВКП(б), 2-й секретарь Уральского горкома КПК, директор средней школы № 6 им. Гоголя города Гурьева, заведующий отделом партийной жизни редакции Гурьевской областной газеты «Прикаспийская коммуна».
Избирался депутатом Верховного Совета Казахской ССР 1-го созыва.
Умер до 1973 года.